# Limnoria sublittorale
Limnoria sublittorale är en kräftdjursart som beskrevs av Menzies 1957. Limnoria sublittorale ingår i släktet Limnoria och familjen borrgråsuggor. Inga underarter finns listade i Catalogue of Life.